# Debbie Dupuis
Debbie Janice Dupuis é uma estatística canadiana que trabalha com ciência da decisão e estatísticas robustas com aplicações em finanças estatísticas e estatísticas ambientais. Ela é professora do Departamento de Ciências da Decisão da HEC Montreal.

## Educação e carreira
Dupuis cresceu em Memramcook, New Brunswick, e formou-se na Université de Moncton em 1989 com bacharelato em matemática e especialização em ciência da computação. Com o apoio de uma bolsa de pós-graduação NSERC, ela obteve o título de mestre em matemática e estatística pela Queen's University. Ela concluiu o seu doutoramento em 1994, pela Universidade de New Brunswick. A sua dissertação, Knots in Spline Regression: Estimation and Inference Using Laplace Transform Techniques, foi supervisionada por Roman Mureika, e ganhou a medalha de ouro do governador geral. Ela foi membro do corpo docente da Dalhousie University e da Western University antes de se mudar para a HEC Montreal.

## Reconhecimento
Em 2012, a Université de Moncton concedeu a Dupuis o prémio Le Prisme como aluna de destaque em ciências. Em 2017, Dupuis foi eleita Fellow da American Statistical Association "por contribuições notáveis para a análise de valores extremos e o desenvolvimento de métodos estatísticos robustos; por projectar e promover o uso de técnicas inovadoras de análise estatística numa ampla gama de campos substantivos, mais notoriamente as ciências ambientais, finanças e hidrologia; e para o envolvimento dinâmico e sustentado no serviço editorial e organizacional para a profissão".